# ヴェッセル・フライターク・フォン・ローリングホーフェン
ヴェッセル・フライターク・フォン・ローリングホーフェン男爵（ドイツ語: Wessel Freiherr Freytag von Loringhoven、1899年11月10日–1944年7月26日）は、クールラント出身のドイツの軍人。最終階級はドイツ国防軍大佐。1944年にヒトラー暗殺計画に協力するが、失敗して自決した。

## 経歴

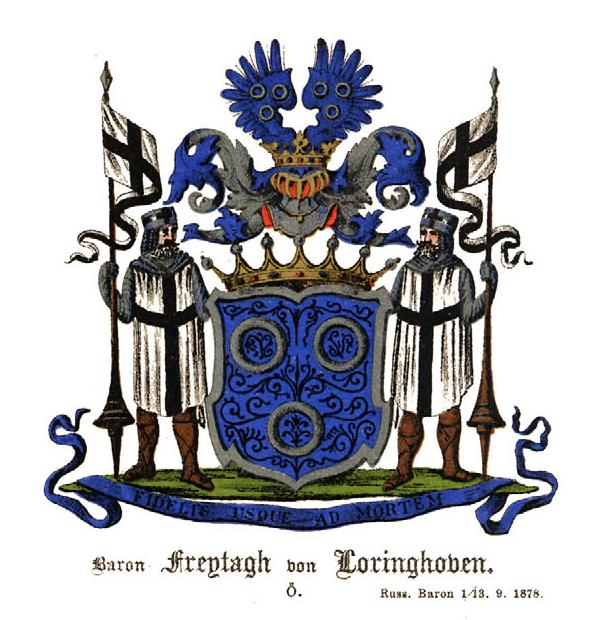
フライターク・フォン・ローリングホーフェン男爵家の紋章

ロシア帝国支配下のクールラント地方グロース・ボルンに、ヴェストファーレン貴族の末裔であるバルト・ドイツ人の家庭に生まれる。苗字の一部「フライヘア」は男爵を意味する称号である。リヴォニアで育つ。アビトゥーア合格後の1918年にドイツ人義勇軍（ランデスヴェア）に加入する。この部隊はロシア革命後独立を果たしたラトビアの陸軍に第13歩兵連隊として編入された。
1922年、故郷を捨ててドイツ国に移住し、ヴァイマル共和国軍に入隊する。ナチスの権力掌握について、当初はそれを歓迎していたが、第二次世界大戦中に東部戦線でナチス・ドイツによる残虐行為を目の当たりにして反ナチ運動に投じる。スターリングラード攻防戦では、赤軍による大反攻作戦を予察して総統大本営に覚え書を送ったが、陸軍総司令官アドルフ・ヒトラーからは何の反応もなく、惨敗を招くことになった。
1942年始めの南方軍集団情報参謀当時に保安警察と対立し、ウクライナに駐留する親衛隊トップににらまれた。しかし1943年にヴィルヘルム・カナリス提督により国防軍最高司令部に呼び戻され、カナリスの防諜部に配属されることで、親衛隊による捜査を免れることができた。参謀大佐として第II部で破壊活動を担当した。1943年7月29日にはカナリスと共にヴェネツィアに飛び、イタリア諜報部の長であるチェーザレ・アメと面会し、親衛隊によるローマ教皇とイタリア国王排除計画について内報した。これについて、国防軍最高司令部総長ヴィルヘルム・カイテルには「同盟国イタリアの忠誠心を確認するため」として旅行の許可を得た。この経緯については当時バチカン大使を務めていたエルンスト・フォン・ヴァイツゼッカーの回想にも書かれている。
フライターク・フォン・ローリングホーフェンは、1937年以来の友人であるクラウス・フォン・シュタウフェンベルク大佐によるヒトラー暗殺計画に協力した。カナリスが防諜部長職を解任されると、参謀本部陸軍部長に転じた。その立場を利用して、シュタウフェンベルクに暗殺実行に使用するイギリス製の爆薬と信管を用意した。1944年7月20日のシュタウフェンベルクによる決行が失敗に終わると、ゲシュタポの捜査が及んだ。ゲシュタポはフライターク・フォン・ローリングホーフェンが湖に沈めた爆薬がシュタウフェンベルクが使用したものと一致することを突き止め、また写真からシュタウフェンベルクとその副官ヴェルナー・フォン・ヘフテンが決行直後に投棄した爆薬と一致すると断定した。こうしてエルンスト・カルテンブルンナーの国家保安本部はフライターク・フォン・ローリングホーフェンの関与を断定した。7月26日、ゲシュタポによる逮捕の手が及ぶ直前に自殺した。防諜部将校として、容疑者である自分に対しどのような残酷な尋問手段が用いられるかについてよく通じていたためであった。
フライターク・フォン・ローリングホーフェンが家族に宛てた遺書はドレスデンのドイツ連邦軍博物館に展示されている。彼の妻は直後に逮捕され、他の暗殺計画参加者の家族とともに投獄された。四人の息子も母親と引き離されたが、同年10月に釈放されている。